# Donne-moi une chance
"Donne-moi une chance", em  (português "Dá-me uma oportunidade") foi a canção que representou o Luxemburgo no Festival Eurovisão da Canção 1993 que teve lugar em Millstreet, na Irlanda.
Foi interpretada em francês e em luxemburgês pela banda (duo)  Modern Times. Foi a 15.ª canção a ser interpretada na noite do evento, a seguir à canção irlandesa "In Your Eyes, interpretada por Niamh Kavanagh e antes da canção eslovena "Tih deževen dan", interpretada pela banda 1X Band. terminou a competição em 20.º lugar (entre 25 participantes), tendo recebido um total de 11 pontos. 
Foi a última presença luxemburguesa no Festival Eurovisão da Canção durante 31 anos, até o seu regresso na edição 2024.

## Autores
- Letra e música: Patrick Hippert, Jimmy Martin
- Orquestra: Francis Goya

## Letra
A canção é um número de up-tempo, influenciado pela música rock, com os vocalistas pedindo um ao outro para "Dá-me uma oportunidade para te dizer" sobre como se sentiam quando estavam juntos.